# Cavalerie légère (Suppé)
Pour les articles homonymes, voir Cavalerie légère (homonymie).

Leichte Kavallerie (Cavalerie légère) est une opérette en deux actes de Franz von Suppé, sur un livret de Karl Costa. Elle a été créée au Carltheater, à Vienne, le 21 mars 1866.
L'action de l'opérette se déroule au XVIIIe siècle au milieu des intrigues de la cour du baron et de son amante, comtesse hongroise, dont la compagnie de ballet est surnommée la 'cavalerie légère'.
Alors qu'un grand nombre d'opérettes restent dans une obscurité relative, l'Ouverture de la Cavalerie légère est une des œuvres les plus connues de Suppé. La musique de l'opérette a été utilisée dans la bande-son d'un film du même nom en 1935.

## Rôles
- Bums, le maire, basse
- Apollonia, sa femme, contralto
- Jimber Pankraz, un épicier, rôle parlé
- Eulalia, sa femme, mezzo-soprano
- Weissling, le boulanger, rôle parlé
- Dorothea, sa fille, soprano
- Kitt, un vitrier, rôle parlé
- Regina, sa fille, soprano
- Vilma, une orpheline, soprano, rôle créé par Karoline Mayer
- Hermann, l'amoureux de Vilma, ténor, rôle créé par Albert Telek
- Janos, un hussard, basse
- Stefan, un hussard
- Carol, un hussard

## Postérité
L'ouverture est jouée lors du célèbre concert du nouvel an à Vienne : en 1997 (Riccardo Muti), en 2013 (Franz Welser-Möst) et en 2020 (Andris Nelsons).